# 관악역
관악(안양예술공원)역(Gwan-Ak(Anyang Art Park)Station, 冠岳(安養藝術公園)驛)은 경기도 안양시 만안구 석수동에 위치한 수도권 전철 1호선의 전철역이다. 1974년 8월 15일에 수도권 전철 1호선의 개통과 함께 개업했다. 역명은 인근의 관악산에서 따온 것이며 서울 관악구와는 거리가 있다. 인근에 안양예술공원이 위치해 있다.

## 연혁
- 1973년 11월 16일 : 역사 신축 착공
- 1974년 7월 5일 : 역사 신축 준공
- 1974년 8월 15일 : 배치간이역으로 영업 개시[2]
- 1983년 8월 6일 : 운전간이역으로 변경[3]
- 1998년 1월 1일 : 무배치간이역으로 격하[4]
- 2005년 6월 10일 : 관악역~광명역간 직통 셔틀버스 운행 개시
- 2009년: 역사 리모델링
- 2009년 7월 1일 : 부역명(안양예술공원) 제정
- 2012년 6월 30일 : 관악역~광명역간 직통 셔틀버스 운행 종료
- 2014년 : 장애인용 리프트에서 승강기로 계단 일부 개조

## 역 구조
2면 4선의 쌍섬식 승강장이며, 스크린도어가 설치되어 있다. 중간 2선은 통과선이다. 출구는 2개이다.

### 승강장
| ↑석수       |
| １ \| ２ \| |
| 안양↓       |

| 1 | ● 수도권 전철 1호선 | 금천구청 · 구로 · 용산 · 광운대 방면 |
|   |                     | 통과선                               |
| 2 | ● 수도권 전철 1호선 | 병점 · 서동탄 · 천안 · 신창 방면     |

## 일시적 급행 정차
1997년 8월 20일부터 민자역사 공사 중인 안양역을 대신하여 서울-수원 급행 전동차가 정차하기도 했으나, 2003년 1월 2일부터 안양역에 다시 정차하게 됐다.

## 광명역 셔틀버스
- 관악역에서 15분 간격으로 광명역까지 전용 셔틀버스를 왕복 운행했다.
- 운임은 1000원으로, 영수증을 KTX 승차권 구입 시 제출하면 버스 운임 만큼을 할인했다.
- 2005년 6월 10일부터 2012년 6월 30일까지 운행했다.
- 2012년 7월 1일 현재 1-1번 마을버스로 변경 운행한다.

## 주변 정보
- 석수1동행정복지센터
- 삼성초등학교
- 경인교육대학교 경기캠퍼스
- 안양예술공원
- 안양호암초등학교
- 안양2동
- 석수2동행정복지센터
- 석수체육공원
- 연현마을
- 화창초등학교
- 석수도서관
- 석수시장
- 안양대교
- 충훈부
- 관악파출소
- KTX마을버스승차장
- 환승주차장
- 현대아파트
- 석수e-편한세상
- 삼성아파트
- 관악산
- 충훈터널
- 석수3동

## 승차량 변동
| 노선   | 승차 인원 | 승차 인원 | 승차 인원 | 승차 인원 | 승차 인원 | 승차 인원 | 승차 인원 | 승차 인원 | 주 석 |
| 노선   | 2000년    | 2001년    | 2002년    | 2003년    | 2004년    | 2005년    | 2006년    | 2007년    | 주 석 |
| ------ | --------- | --------- | --------- | --------- | --------- | --------- | --------- | --------- | ----- |
| 경부선 | 6511      | 7837      | 9324      | 10807     | 8781      | 8779      | 8595      | 8569      | [ 5 ] |
| 노선   | 2008년    | 2009년    | 2010년    | 2011년    | 2012년    | 2013년    | 2014년    | 2015년    |       |
| 경부선 | 8968      | 8875      | 8739      | 8830      | 8767      | 8702      | 8931      |           | [ 5 ] |

## 인접한 역
| 경부선                | 경부선                          | 경부선                       |
| --------------------- | ------------------------------- | ---------------------------- |
| P145 석수 광운대 방면 | ● 수도권 전철 1호선 경부선 완행 | P147 안양 서동탄 · 신창 방면 |

## 사진

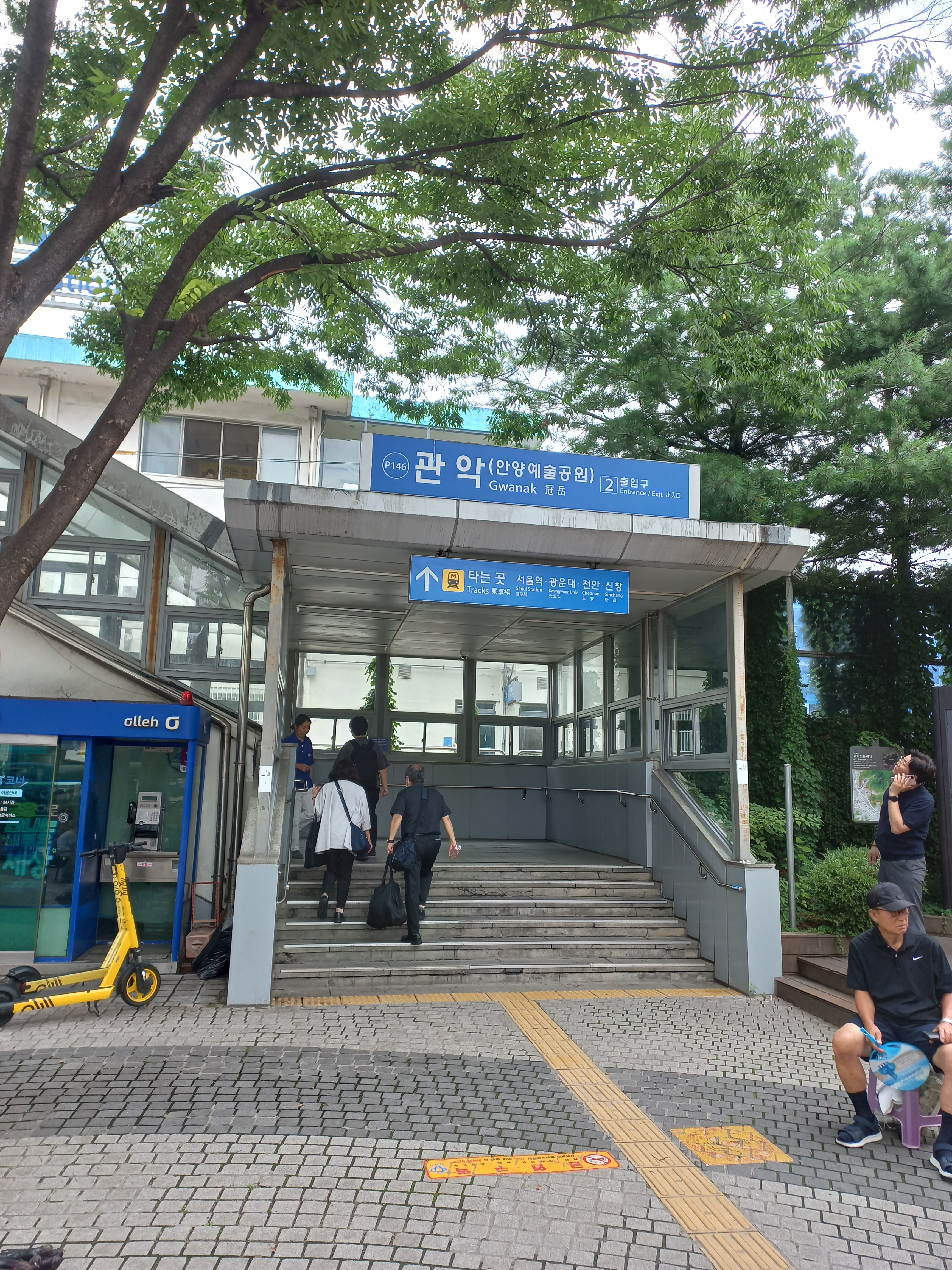
2번출구